# گابریلا دی لموس
گابریلا دی لموس (انگلیسی: Gabriela De Lemos؛ زادهٔ ۲۴ مارس ۱۹۹۷) بازیکن فوتبال اهل لوکزامبورگ است.
وی همچنین در تیم ملی فوتبال Luxembourg بازی کرده‌است.